# فلورا رابسون
فلورا رابسون (انگلیسی: Flora Robson؛ ۲۸ مارس ۱۹۰۲ – ۷ ژوئیهٔ ۱۹۸۴) هنرپیشه اهل بریتانیا بود. از فیلم‌هایی که وی در آن نقش داشته است، می‌توان به نرگس سیاه، داستان دو شهر و برخورد تایتان‌ها اشاره کرد.